# Tracie Spencers diskografi
Detta är en heltäckande lista över Tracie Spencers diskografi. Tracie Spencer är en amerikansk, prisbelönt, R&B-sångerska som var aktiv under sena 1980- till 1990-talet. 
Efter att ha vunnit en talangtävling erbjöds Spencer ett skivkontrakt med Capitol Records och blev den yngsta sångerskan i USA:s musikhistoria att få ett skivkontrakt med ett stort skivbolag. 1988, vid tolv års ålder, släpptes hennes debutalbum Tracie Spencer. Albumet klarade aldrig att ta sig upp ur de nedre regionerna på USA:s musiklistor men framhävde en rad framgångsrika musiksinglar. Skivans ledande singel, "Hide and Seek", klättrade till en 32:a plats på USA:s R&B-lista. Uppföljaren, "Symptoms of True Love!", blev en ännu större framgång med en 11:e placering på Hot R&B/Hip-Hop Songs och en 14:e plats på danslistan. Spencer etablerade sig som en av de mest lovande unga sångerskorna att framträda under 80-talet. Följande år arbetade sångerskan på en uppföljare. År 1990 släpptes det andra studioalbumet, Make the Difference, som hade större framgångar än tidigare. Skivans andra singel "This House" blir sångerskans största hit till dato med en tredje plats på USA:s Billboard Hot 100. Låten blev också sångerskans debut på musiklistorna i Storbritannien. Sammanlagt släpptes fem musiksinglar från Make a Difference varav de två senare "Tender Kisses" och "Love Me" blev ytterligare smash-hits på USA:s R&B-lista vilka cementerade sångerskan som en "Tonårssensation".
Efter ett uppehåll från musiken på nästan tio år återkom Spencer 1999 med Tracie som markerade 22-åringens riskfyllda övergång från tonårsstjärna till vuxen. Det nya albumet mottogs väl av media och blir sångerskans bäst-listpresterande musikalbum till dato. Den nya hiphop-influerade skivan klättrade till en 19:e plats på USA:s R&B-lista. Skivans ledande singel "It's All About You (Not About Me)" blev en ytterligare smash-succé på USA:s musiklistor.
Sedan början på 00-talet är Tracie Spencer inte längre aktiv i musikbranschen men känns fortfarande igen för att ha hjälpt 80-talets R&B framåt in i 90-talet.

## Album
| 1988 | Tracie Spencer - U.S försäljning: Okänt      | 146 | 57 |
| 1990 | Make the Difference - U.S försäljning: Okänt | 107 | 43 |
| 1999 | Tracie - U.S försäljning: Okänt              | 114 | 19 |

### Övriga album
- The Best of Tracie Spencer

## Singlar
| År                                                                      | Singel                              | List positioner | List positioner | List positioner | List positioner | Album               |
| År                                                                      | Singel                              | US              | US R&B          | US Dance        | UK              | Album               |
| ----------------------------------------------------------------------- | ----------------------------------- | --------------- | --------------- | --------------- | --------------- | ------------------- |
| 1988                                                                    | "Symptoms of True Love!"            | 38              | 11              | 14              | —               | Tracie Spencer      |
| 1988                                                                    | "Hide and Seek"                     | —               | 32              | —               | —               | Tracie Spencer      |
| 1988                                                                    | "My First Broken Heart"             | —               | —               | —               | —               | Tracie Spencer      |
| 1989                                                                    | "Imagine"                           | 85              | 31              | —               | —               | Tracie Spencer      |
| 1990                                                                    | "Save Your Love"                    | —               | 7               | 20              | —               | Make the Difference |
| 1990                                                                    | "This House"                        | 3               | 7               | 7               | 65              | Make the Difference |
| 1991                                                                    | "This Time Make It Funky"           | 54              | 31              | 13              | —               | Make the Difference |
| 1991                                                                    | "Tender Kisses"                     | 42              | 1               | —               | —               | Make the Difference |
| 1992                                                                    | "Love Me"                           | 48              | 2               | —               | —               | Make the Difference |
| 1999                                                                    | "It's All About You (Not About Me)" | 18              | 6               | —               | 65              | Tracie              |
| 2000                                                                    | "Still in My Heart"                 | 88              | 36              | 39              | —               | Tracie              |
| 2000                                                                    | "Not Gonna Cry"                     | —               | —               | —               | —               | Tracie              |
| "—" beteckning för utgivningar som aldrig gick in på försäljningslistan |                                     |                 |                 |                 |                 |                     |